# 敷香上敷香線
敷香上敷香線（しすかかみしすかせん）は、かつて樺太に存在した樺太庁道であり、敷香郡敷香町敷香から同町上敷香を結んでいた。

## 概要
- 総延長 22.1キロメートル[3]
- 幅員 全線5.5メートル[3]

## 接続道路
- 敷香内路線
- 大泊国境線
- 敷香北知床岬線